# Джабиев, Аваз Абдулгасан оглы
Джабиев Аваз Абдулгасан оглы (14 мая 1922, Аркиван — 20 октября 1977, Баку) — доктор медицинских наук, профессор. Он был первым доктором медицинских наук Масаллинского района и первым ученым села Аркиван. Центральная больница Масаллинского района названа в честь А.Джабиева .

## Биография
Аваз Джабиев родился 28 апреля 1922 года в квартале Джабили села Аркиван Масаллинского района. Умер 20 октября 1977 года в возрасте 55 лет в Баку.

### Образование
Начальное образование Аваз Джабиев получил в средней школе села Аркиван. В 1948 году окончил лечебно-профилактический факультет Азербайджанского государственного медицинского института имени Н.Нариманова.

### Карьера
В 1940—1943 годах преподавал физику, математику и химию в Масаллинской городской неполной средней школе № 2. В 1943—1944 годах Джабиев работал в Государственной страховой инспекции Финансового отдела Масаллинского района. В марте 1948 года продолжил работу на кафедре инфекционных болезней Азербайджанского государственного медицинского института. В 1951—1952 годах Джабиев работал в Бакинской городской медицинской школе № 3, а в 1952—1956 годах в больнице им. Н. А. Семашко. В 1952 году Аваз Джабиев прошел курсы повышения квалификации в Санкт-Петербурге, а в 1968 году — в Москве. В 1956 году он был избран ассистентом первой лечебной кафедры Азербайджанского Государственного Медицинского Института, в марте 1963 года доцентом, а в июне 1969 года на избран на должность профессора, где проработал до конца жизни .
14 мая 2022 года в городе Масаллы, на родине врача, торжественно отметили его 100-летний юбилей.
Аваз Джабиев вначале хотел стать инженером. Однако видный ученый и врач Мирказим Асланлы-Саренг вдохновил его стать врачом .

### Научная деятельность
В 1954 году Аваз Джабиев защитил диссертацию на тему «Углеводный обмен при эндемической лежачей болезни» на соискание ученой степени кандидата медицинских наук. Это был его первый научный успех. В мае 1968 года ученый защитил докторскую диссертацию на тему «Эпидемиология ишемической болезни сердца среди различных групп населения Азербайджана». До 1973 года в республиканской печати было опубликовано 54 научных труда Аваза Джабиева. Он читал лекции и выступал с докладами на конференциях и съездах, симпозиумах и совещаниях, проходивших в зарубежных странах . Великий А. Л. Мясников, который был действительным членом Академии наук СССР и был научным руководителем Аваза Джабиева при защите его докторской диссертации, ссылаясь на его монографию «Гипертоническая болезнь и атеросклероз», пишет: «По данным исследований Азербайджанского ученого Аваза Джабиева, атеросклероз чаще возникает у людей, которые занимаются умственным трудом, чем у людей, занимающиеся физическим трудом. Аваз Джабиев показывает, что количество холестерина и липопротеинов, которые являются показателями жирового обмена, ещё больше увеличивается при атеросклерозе. . .»